# Andreas Corvinus
Andreas Corvinus (auch: Rabe, Raabe; * 7. Oktober 1589 in Westenfeld; † 11. Januar 1648 in Leipzig) war ein deutscher Rhetoriker, Philologe und Jurist.

## Leben
Corvinus entstammte väterlicherseits einem evangelischen Pfarrgeschlecht. Sein Vater Johannes Corvinus war Pfarrer in Westenfeld im Grabfeld, wo er mit seinem Vater Martin Corvinus seit der Reformation 80 Jahre lang das Pfarramt versah. Seine aus Coburg stammende Mutter Kunigunde war die Tochter des dortigen Bürgers und fürstlichen Hofschusters Otto Cramer. Nach Erziehung durch seine Eltern bezog er 1598 das Gymnasium in Schleusingen, wo er Unterricht bei Lehrern wie Jacob Sorger (1574–1633), Wolfgang Seber (1573–1634) und Joachim Zehner (1566–1612) genoss und erreichte 1602 die Klasse Prima. Ostern 1608 schickten ihn seine Eltern zu seinem Onkel Wolfgang Corvinus (1562–1614) nach Leipzig, wo er ein Studium aufnahm.
Hier zählten neben seinem Onkel unter anderem Philipp Müller (1585–1659) und Heinrich Höpfner zu seinen ersten prägenden Lehrern. Nachdem er Baccalaureus der philosophischen Wissenschaften geworden war, begann er juristische Studien. 1612 reiste er nach Regensburg, wurde Aufseher einiger junger Adliger, verfolgte Prozesse am kaiserlichen Hof, bereiste Mähren und Böhmen und kehrte 1615 nach Leipzig zurück, wo er 1616 den akademischen Grad eines Magisters der Philosophie erwarb. Nach zwischenzeitlicher Tätigkeit als Notar bewarb er sich auf Rat seines Onkels um eine Stelle an der philosophischen Fakultät, deren Assessor er 1618 wurde. 1620 übertrug man ihm die Professur der Rhetorik an der Universität Leipzig, er war 1628 Kollegiat am großen Fürstenkollegium geworden, deren Prokanzler er weitere dreimal und deren Propst er zweimal wurde. 1640 erwarb er das Lizentiat der Rechtswissenschaften.
1642 wurde er großer Propst, 1643 Universitätspropsteiverwalter und übernahm 1644 die Professur der lateinischen Sprache. Auch an den organisatorischen Aufgaben der Leipziger Hochschule hatte sich Corvinus beteiligt. So war er 1620, 1624, 1628, 1630, 1634, 1637, 1640 und 1647 Dekan der philosophischen Fakultät. In den Sommersemestern 1630 und 1634 sowie im Wintersemester 1638 war er Rektor der Alma Mater. Daneben hatte er die Ausbildung über Janusz Radziwiłł in Leipzig übertragen bekommen und führte im Dreißigjährigen Krieg als Abgeordneter der Leipziger Hochschule Verhandlungen mit Lennart Torstensson.
An Skorbut und Schwindsucht erkrankt, verstarb er 1648 und wurde am 14. Januar in Leipzig begraben.

## Familie
Corvinus war zweimal verheiratet. Seine erste Ehe schloss er am 6. September 1619 mit Anna Maria († 30. März 1627 in Leipzig), der Tochter des Advokaten, Ratsherrn und Stadtrichters in Leipzig Adam Tülßner. Aus der sieben Jahre währenden Ehe sind ein Sohn und drei Töchter hervorgegangen. Seine zweite Ehe ging er am 22. August 1638 mit Elisabeth, der Tochter des Rats und kurfürstlich sächsischen Geleitsmanns in Eilenburg Joachim Osterheld, ein. Aus der neuneinhalb währenden Ehe stammen zwei Söhne und drei Töchter. Von den Kindern kennt man:
- Anna Kunigunde Corvinus
- Anna Maria Corvinus († vor Vater)
- Tochter NN. († vor Vater)
- Johann Adam Corvinus
- Joachim Andreas Corvinus
- Otto Heinrich Corvinus

## Werke
Corvinus’ Werk Religio juridica galt lange Zeit als Standardwerk zur Erlernung der lateinischen Sprache an Gymnasien und Universitäten.
- Methodus tractandi progymnasmata oratoria.
- Impleat vos Deus odio Papae.
- Encomium Studii Historici. Leipzig 1624.
- Mercurius Fossas, quibus Forte-Fortuna decurrit Fons Latinitatis, alicubi amplians, i.e. mentem autoris uberius explicans: Idem[qu]e simul Spicas, Quas Ad Eius Cursum Impediendum Quidam sibi Legisse videtur, excutiens. Leipzig 1624.
- M. Andreae Corvini Fr. In Academ. Lips. Orator. Profeß. Publ. Fons Latinitatis sive Totius linguae latinae Compendium : ex intima eiusdem proprietate ita derivatum, ut ad imbibendam purae Latinitatis ... sufficere possit ; Praemissa est epistola Germanica, defectus Thesauri Fabri ... ; Cum indice Verborum & Phrasium utriusq[ue] Linguae …. Leipzig 1623.
- Disputatio Iuridica De Testamentis. Halle (Saale) 1618
- Circa materiam Oratoris remotam, nimirum circa verba : Veram Etymologizandi & Etymo convenientem scribendi rationem exhibens. Leipzig 1622
- Praecognitorum Technologicorum Disputatio Prima: De fine studiorum primario & secundario, deq[ue] subiecto, in quod secundarius introduci debeat, in genere. Leipzig 1637 (SLUB Dresden).
- Andreae Corvini Westenfeld. Fr. Orat. in Acad. Lipsiensi Profeß. publ. Fons Latinitatis, …, Duobus Tomis : Cum Privilegiis: Caesareo & Electorali Saxonico; Ut Et Indicibus: Latino, Germanico, Graeco. Leipzig 1638, 1646.
- Fons Latinitatis Bicornis : Ex Optimorum Probatissimorumq[ue] Auctorum Philologorum, Poetarum, Oratorum, Historicorum maxime, cum Priscorum, tum Modernorum rivulis Scaturiens, E quorum uno, Thematum Appellativorum; altero, Vocum Propriarum, Vera Cognitio promanat. Frankfurt/M. 1660.
- Fons Latinitatis Corvinianus Bicornis : Iam Utraq[ue] parte, priore quidem innumeris Vocabulis Appellativis, & rarioribus Locutionibus, tam Latinis Germanice, quam Germanicis Latine redditis, atq[ue] Observationibus Philologiae exquisitissimis; Posteriore vero Nominibus Propriis Deorum, ac Dearum gentilium, Virorum & Mulierum, Populorum, Urbium, Insularum, Aequorum, Fluviorum, Montium, Sylvarum, nec-non Festorum ad sacras & profanas historias, Poetarumque Fabulas intelligendas summe necessariis, uberrime auctus, tum praeterea Sylloge Vocum antiquarum, barbararum, nove, item ac licenter fictarum, omniumq[ue] fere insolentiorum … Locupletatus. Frankfurt/M. 1671.